# Juan de Borja (1470–1500)
Juan de Borja (ur. w 1470 w Walencji, zm. 17 stycznia 1500 w Fossombrone) – hiszpański kardynał.

## Życiorys
Urodził się w 1470 roku w Walencji, jako syn Jofrégo de Borjy Lanzol de Romaní i Juany Moncady (jego bratem był Pedro Luis de Borja). W 1481 roku był dziekanem kapituły katedralnej w rodzinnym mieście, następnie pełnił także funkcje gubernatora Spoleto i protonotariusza apostolskiego. 19 września 1494 roku został wybrany biskupem Melfi, jednak po czterech latach zrezygnował z funkcji. W latach 1496–1498 był także arcybiskupem Kapui. 19 lutego 1496 roku został kreowany kardynałem diakonem i otrzymał diakonię Santa Maria in Via Lata. Rok później został legatem w Perugii i Umbrii. 6 września 1499 roku został administratorem apostolskim Walencji. Funkcję tę sprawował dożywotnio, jednak nigdy nie odwiedził diecezji. Po wyjeździe Ascania Sforzy, został legatem w Bolonii. Zmarł w wyniku gorączki 17 stycznia 1500 roku w Fossombrone.